# US Open 1988 (tennis)
De 108e editie van het Amerikaanse grandslamtoernooi, het US Open 1988, werd gehouden van maandag 29 augustus tot en met zondag 11 september 1988. Voor de vrouwen was het de 102e editie. Het toernooi werd gespeeld op het terrein van het USTA Billie Jean King National Tennis Center, gelegen in Flushing Meadows in het stadsdeel Queens in New York.

## Belangrijkste uitslagen
Mannenenkelspel

Finale: Mats Wilander (Zweden) won van Ivan Lendl (Tsjecho-Slowakije) met 6-4, 4-6, 6-3, 5-7, 6-4
Vrouwenenkelspel

Finale: Steffi Graf (West-Duitsland) won van Gabriela Sabatini (Argentinië) met 6-3, 3-6, 6-1
Mannendubbelspel

Finale: Sergio Casal (Spanje) en Emilio Sánchez (Spanje) wonnen van Rick Leach (VS) en Jim Pugh (VS) door walk-over
Vrouwendubbelspel

Finale: Gigi Fernández (VS) en Robin White (VS) wonnen van Patty Fendick (VS) en Jill Hetherington (Canada) met 6-4, 6-1
Gemengd dubbelspel

Finale: Jana Novotná (Tsjecho-Slowakije) en Jim Pugh (VS) wonnen van Elizabeth Smylie (Australië) en Patrick McEnroe (VS) met 7-5, 6-3
Meisjesenkelspel

Finale: Carrie Cunningham (VS) won van Rachel McQuillan (Australië) met 7-5, 6-3
Meisjesdubbelspel

Finale: Meredith McGrath (VS) en Kimberly Po (VS) wonnen van Cathy Caverzasio (Italië) en Laura Lapi (Italië) met 6-3, 6-1
Jongensenkelspel

Finale: Nicolás Pereira (Venezuela) won van Nicklas Kulti (Zweden) met 6-1, 6-2
Jongensdubbelspel

Finale: Jonathan Stark (VS) en John Yancey (VS) wonnen van Massimo Boscatto (Italië) en Stefano Pescosolido (Italië) met 7-6, 7-5
1881 · 1882 · 1883 · 1884 · 1885 · 1886 · 1887 · 1888 · 1889 · 1890 · 1891 · 1892 · 1893 · 1894 · 1895 · 1896 · 1897 · 1898 · 1899 · 1900 · 1901 · 1902 · 1903 · 1904 · 1905 · 1906 · 1907 · 1908 · 1909 · 1910 · 1911 · 1912 · 1913 · 1914 · 1915 · 1916 · 1917 · 1918 · 1919 · 1920 · 1921 · 1922 · 1923 · 1924 · 1925 · 1926 · 1927 · 1928 · 1929 · 1930 · 1931 · 1932 · 1933 · 1934 · 1935 · 1936 · 1937 · 1938 · 1939 · 1940 · 1941 · 1942 · 1943 · 1944 · 1945 · 1946 · 1947 · 1948 · 1949 · 1950 · 1951 · 1952 · 1953 · 1954 · 1955 · 1956 · 1957 · 1958 · 1959 · 1960 · 1961 · 1962 · 1963 · 1964 · 1965 · 1966 · 1967
↓ open tijdperk ↓
1968 (m-v-md-vd-gd) ·
1969 (m-v-md-vd-gd) ·
1970 (m-v-md-vd-gd) ·
1971 (m-v-md-vd-gd) ·
1972 (m-v-md-vd-gd) ·
1973 (m-v-md-vd-gd) ·
1974 (m-v-md-vd-gd) ·
1975 (m-v-md-vd-gd) ·
1976 (m-v-md-vd-gd) ·
1977 (m-v-md-vd-gd) ·
1978 (m-v-md-vd-gd) ·
1979 (m-v-md-vd-gd) ·
1980 (m-v-md-vd-gd) ·
1981 (m-v-md-vd-gd) ·
1982 (m-v-md-vd-gd) ·
1983 (m-v-md-vd-gd) ·
1984 (m-v-md-vd-gd) ·
1985 (m-v-md-vd-gd) ·
1986 (m-v-md-vd-gd) ·
1987 (m-v-md-vd-gd) ·
1988 (m-v-md-vd-gd) ·
1989 (m-v-md-vd-gd) ·
1990 (m-v-md-vd-gd) ·
1991 (m-v-md-vd-gd) ·
1992 (m-v-md-vd-gd) ·
1993 (m-v-md-vd-gd) ·
1994 (m-v-md-vd-gd) ·
1995 (m-v-md-vd-gd) ·
1996 (m-v-md-vd-gd) ·
1997 (m-v-md-vd-gd) ·
1998 (m-v-md-vd-gd) ·
1999 (m-v-md-vd-gd) ·
2000 (m-v-md-vd-gd) ·
2001 (m-v-md-vd-gd) ·
2002 (m-v-md-vd-gd) ·
2003 (m-v-md-vd-gd) ·
2004 (m-v-md-vd-gd) ·
2005 (m-v-md-vd-gd) ·
2006 (m-v-md-vd-gd) ·
2007 (m-v-md-vd-gd) ·
2008 (m-v-md-vd-gd) ·
2009 (m-v-md-vd-gd) ·
2010 (m-v-md-vd-gd) ·
2011 (m-v-md-vd-gd) ·
2012 (m-v-md-vd-gd) ·
2013 (m-v-md-vd-gd) ·
2014 (m-v-md-vd-gd) ·
2015 (m-v-md-vd-gd) ·
2016 (m-v-md-vd-gd) ·
2017 (m-v-md-vd-gd) ·
2018 (m-v-md-vd-gd) ·
2019 (m-v-md-vd-gd) ·
2020 (m-v-md-vd) ·
2021 (m-v-md-vd-gd) ·
2022 (m-v-md-vd-gd) ·
2023 (m-v-md-vd-gd)  ·
2024 (m-v-md-vd-gd)
Lijst van US Openwinnaars